# Caio Fânio Estrabão (cônsul em 122 a.C.)
Caio Fânio Estrabão (em latim: Caius Fannius Strabo) foi um político da gente Fânia da República Romana eleito cônsul em 122 a.C. com Cneu Domício Enobarbo. Era um dos membros do Círculo dos Cipiões.

## Família
Caio Fânio era filho de Marco Fânio, provavelmente irmão de Caio Fânio Estrabão, o cônsul em 161 a.C.. Ele se casou com Lélia, filha de Caio Lélio Sapiente e, aconselhado por seu sogro, assistiu aos discursos do filósofo estoico Panécio, em Rodes.

## Carreira
Assumindo que este Caio Fânio não seria o mesmo que lutou na Terceira Guerra Púnica, ele estava, em 146 a.C., na corte de Quinto Cecílio Metelo Macedônico na Macedônia. Ele foi enviado, como embaixador, à Liga Acaia com a missão de convencê-los a não iniciarem uma nova guerra contra Roma. Depois que sua embaixada foi insultada e seus alertas, ignorados, Fânio partiu para Atenas.
Ele reaparece em 141 a.C. servindo com distinção como tribuno militar na Hispânia Ulterior sob Quinto Fábio Máximo Serviliano em sua guerra contra Viriato (Guerra Lusitana). Assume-se que, em algum momento depois de 139 a.C. (possivelmente 137 a.C.), Fânio foi eleito tribuno da plebe. Então, provavelmente, por volta de 127-126 a.C., foi eleito pretor e foi mencionado num decreto respondendo a um pedido de ajuda aos romanos feito por João Hircano, do Reino Hasmoneu.
Foi eleito cônsul em 122 a.C. com Cneu Domício Enobarbo e ele contou com o forte apoio de Caio Semprônio Graco e seus aliados (populares), que não queria que Lúcio Opímio, seu inimigo político, ascendesse ao consulado. Porém, assim que foi eleito, Estrabão passou a apoiar aristocracia (os optimates) e a se opor abertamente às medidas propostas por Graco. Obedecendo uma ordem do Senado Romano, mandou publicar uma proclamação na qual ordenava que todos os aliados romanos que deixassem Roma e discursou publicamente contra a proposta de Graco de conceder a cidadania romana aos latinos. O seu discurso foi preservado até o tempo de Cícero e era considerado uma obra-prima da retórica. Muito se discutia sobre a possibilidade de que este discurso não fosse seu, pois Estrabão era considerado um orador medíocre, mas Cícero o atribuiu a ele sem reservas.